# Соснова Дача (пам'ятка природи)
Сосно́ва да́ча — ботанічна пам'ятка природи місцевого значення в Україні. Об'єкт розташований на території Ковельського району Волинської області, на північний захід від села Скулин. 
Площа 14,4 га. Статус присвоєно згідно з розпорядженням Волинської обласної ради від 03.03.1993 № 18-р «Про утворення нових заповідних формувань на базі цінних природних об'єктів і територій в області». Перебуває у віданні філії «Ковельське лісове господарство», Скулинське лісництво, кв. 49, вид. 24, 27, 31. 
Статус присвоєно для збереження частини лісового масиву — соснового бору (з незначною домішкою берези бородавчастої) I бонітету віком до 95 років.

## Галерея

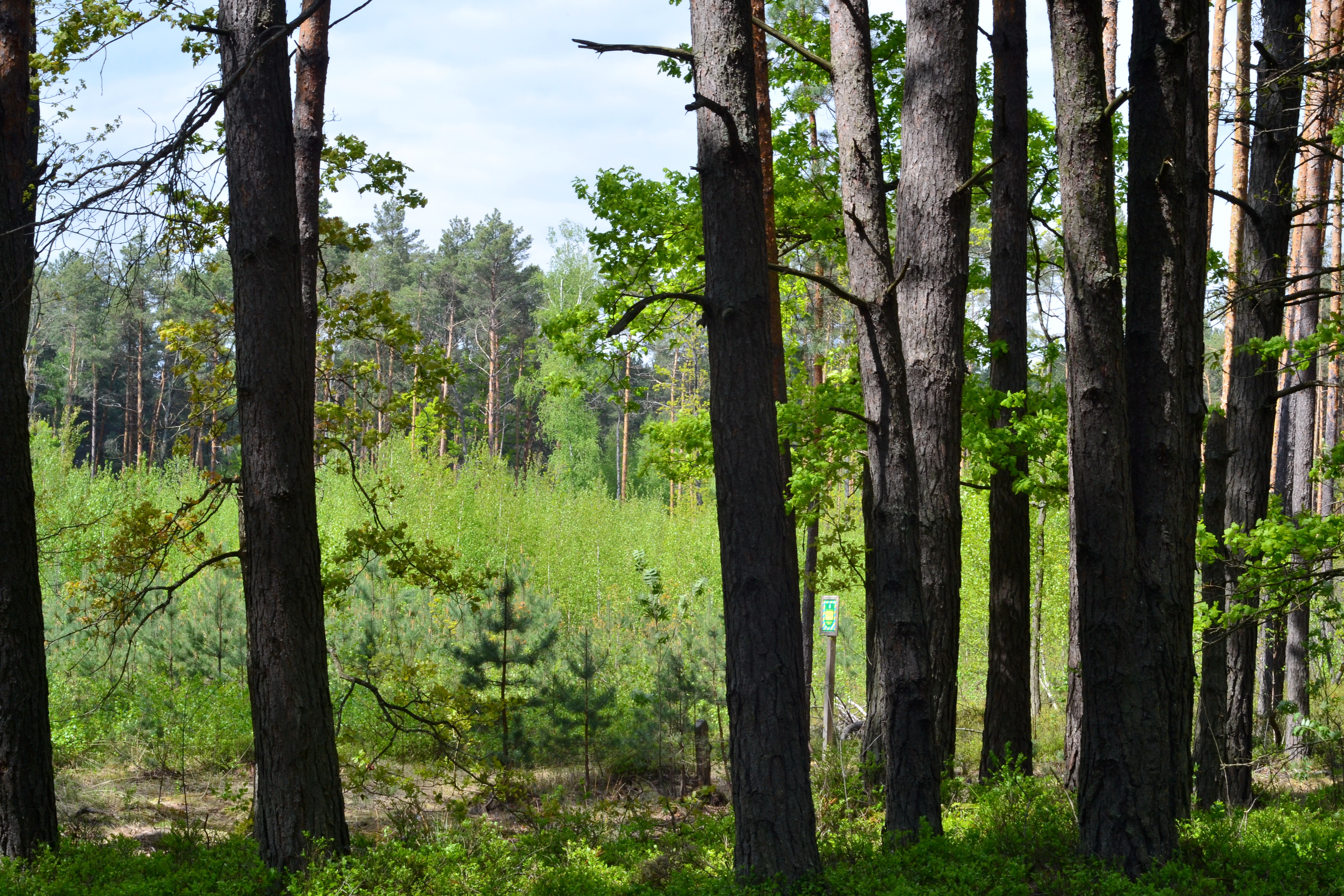
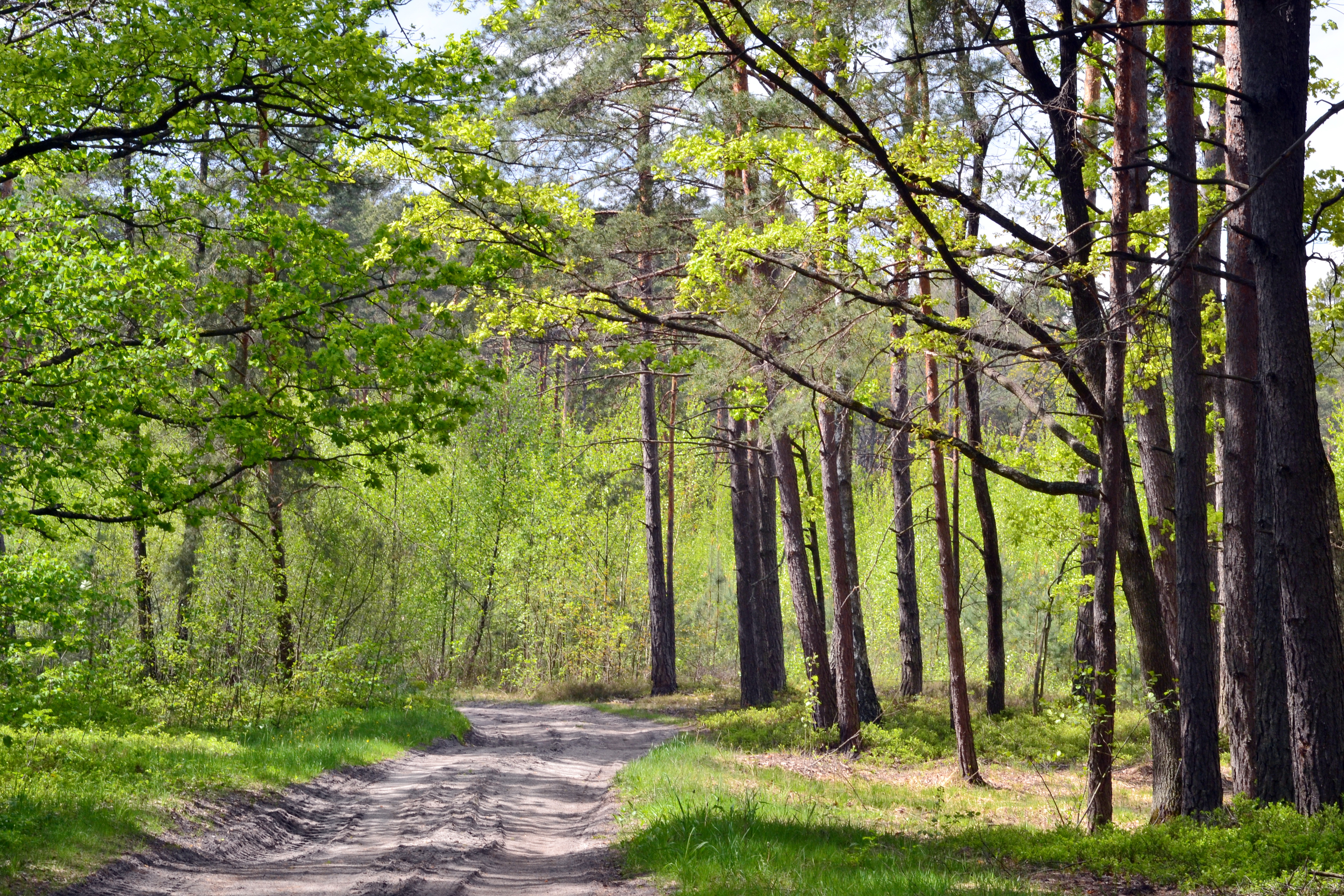
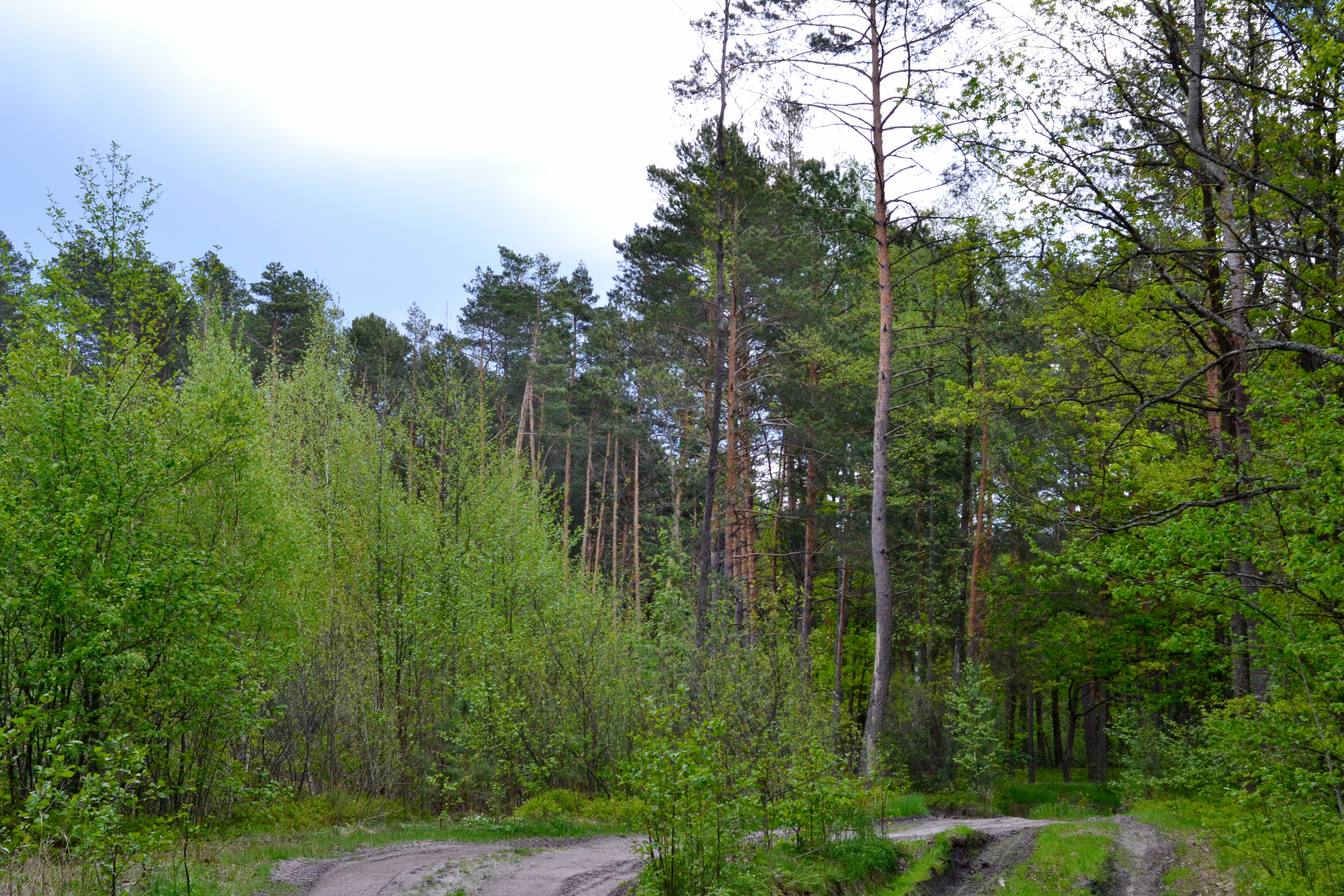